# Pinot sivi
Pinot sivi je bijela sorta grožđa boje bobica od blijedo plave do ružičaste, za kojega se vjeruje da je klon crnog pinota. Ljuska ovih bobica je tanka i podložna bortritisu, te se poneka od nje rade bortritisna vina.
Ovo je vrlo popularna sorta, s velikom rasprostranjenošću i razlikama u okusu i kvaliteti.
Boja vina je uglavnom se naznakom ružičaste boje. Okus ima arome breskve, začina i marelice.
Ostali nazivi: Affumé, Arnoison gris, Auvergnas gris, Auvernat gris, Auxerrat, Auxerrois gris, Auxois, Burgundac sivi, Burgundske sede, Druser, Fauvet, Friset, Fromentau, Fromenteau gris, Fromentot, Grauburgunder, Grauclevner, Grauer Mönch, Grauer burgunder, Grauklevner, Gris Cordelier, Gris cordelier, Gris de Dornot, Griset, Levraut, Mauserl, Monemrasia, Moréote gris, Moréote gris rouge, Muscade, Ouche cendrée, Petit gris, Pinot Beurot, Pinot Grigio, Pinot Gris, Pinot cendré, Pinot gris, Pinot sivi, Roter Burgunder, Ruhlandi, Rulandac sivi, Ruländer, Speyrer, Szürkebarát, Tokay d'Alsace, Viliboner.

## Vanjske poveznice
- Mali podrum  Arhivirana inačica izvorne stranice od 28. rujna 2007. (Wayback Machine) - Pinot sivi; hrvatska vina i proizvođači